# Värnamo FK
Värnamo FK (Värnamo Frisksportklubb) är en sportklubb i Värnamo i Sverige grundad 1958 (en tidigare frisksportsklubb bildad 1935 fanns också på orten med en del gemensamma medlemmar). Klubbens verksamhet har varierat över åren: de första åren styrketräning, under framförallt 1970-talet volleyboll och under de sista årtiondena olika äventyrssporter
Volleybolldamerna blev svenska  mästarinnor 1970, 1972, 1973 och 1974. Volleybollverksamheten bildade 1980 en egen förening med namnet Värnamo Volley.

### Fotnoter
1. 1 2  ”Historia”. Värnamo FK. Arkiverad från originalet den 13 januari 2022. https://web.archive.org/web/20220113033922/http://frisksportvmo.se/historia. Läst 5 juni 2022.
2. ↑  ”70-talet”. Svenska Volleybollförbundet. http://iof3.idrottonline.se/SvenskaVolleybollforbundet/volleyboll/Omvolleyboll/Historik/SvenskaMastaregenomtiderna/70-talet/. Läst 26 juni 2014.